# Sầm Sơn
Sầm Sơn là một phường thuộc tỉnh Thanh Hóa, Việt Nam.
Được thành lập ngày 16 tháng 6 năm 2025 trên cơ sở các phường phía bắc của thành phố Sầm Sơn, phường Sầm Sơn chính thức hoạt động từ ngày 1 tháng 7 năm 2025.

## Địa lý
Phường Sầm Sơn nằm ở giữa vùng ven biển phía đông tỉnh Thanh Hóa, phía nam cửa biển Lạch Hới, có vị trí địa lý:
- Phía đông giáp vịnh Bắc Bộ
- Phía nam giáp phường Nam Sầm Sơn
- Phía tây giáp phường Quảng Phú
- Phía bắc giáp các xã Hoằng Châu, Hoằng Lộc, Hoằng Thanh với ranh giới là sông Mã.

Phường Sầm Sơn có diện tích tự nhiên 30,29 km², quy mô dân số năm 2024 là 99.866 người, mật độ dân số đạt 3.297 người/km².

## Lịch sử
Địa giới hành chính phường Sầm Sơn trước đây vốn là các phường nằm ở phía bắc của thành phố Sầm Sơn.
Ngày 16 tháng 6 năm 2025, thành phố Sầm Sơn bị giải thể do bỏ cấp huyện; phường Sầm Sơn được thành lập theo Nghị quyết số 1686/NQ-UBTVQH15 của Ủy ban Thường vụ Quốc hội trên cơ sở sáp nhập toàn bộ diện tích tự nhiên và quy mô dân số của 7 phường từng thuộc thành phố Sầm Sơn: Bắc Sơn, Quảng Tiến, Quảng Cư, Trung Sơn, Trường Sơn, Quảng Châu, Quảng Thọ.
Phường này chính thức hoạt động từ ngày 1 tháng 7 năm 2025, là đơn vị hành chính trực thuộc tỉnh Thanh Hóa.

## Hành chính
Phường Sầm Sơn có 61 tổ dân phố. Dưới đây là danh sách các tổ dân phố theo địa giới từng phường cũ:
| Mã    | Tên phường | Hành chính    | Hành chính |
| Mã    | Tên phường | Số lượng      | Danh sách |
| ----- | ---------- | ------------- | --- |
| 14830 | Trung Sơn  | 10 tổ dân phố | Bắc Kỳ, Dũng Liên, Hoan Kính, Khanh Tiến, Lương Thiện, Nam Hải, Quang Giáp, Trung Kỳ, Vĩnh Thành, Xuân Phú        |
| 14833 | Bắc Sơn    | 6 tổ dân phố  | Bình Sơn, Hải Thành, Hòa Sơn, Khánh Sơn, Lập Công, Long Sơn                                                       |
| 14836 | Trường Sơn | 9 tổ dân phố  | Bắc Nam, Sơn Hải, Sơn Lợi, Sơn Thắng, Sơn Thủy, Tài Lộc, Thành Ngọc, Trung Mới, Vinh Sơn                          |
| 14839 | Quảng Cư   | 10 tổ dân phố | Công Vinh, Cường Thịnh, Hồng Thắng, Minh Cát, Quang Vinh, Thanh Thái, Thành Thắng, Thu Hảo, Tiến Lợi, Trung Chính |
| 14842 | Quảng Tiến | 11 tổ dân phố | Bảo An, Bình Tân, Hải Vượng, Khang Phú, Ninh Thành, Phức Đức, Tân Lập, Thọ Xuân, Toàn Thắng, Trung Thành, Vạn Lợi |
| 16528 | Quảng Thọ  | 7 tổ dân phố  | Đài Trúc, Đồn Trại, Hưng Thông, Khang Thái, Kinh Trung, Văn Phú, Vinh Phúc                                        |
| 16531 | Quảng Châu | 8 tổ dân phố  | An Chính, Châu Bình, Châu Giang, Châu Lọc, Châu Thành, Kiều Đại, Xuân Phương, Yên Trạch                           |